# 村上和之
村上 和之（むらかみ かずゆき、1976年7月10日 - ）は、大阪府出身の元プロバスケットボール選手で、現在は京都産業大学バスケットボール部コーチである。ポジションはガード。背番号0→9。178cm、75kg。

## 来歴
大阪市立天王寺小学校でバスケを始め、大阪市立天王寺中学校、東住吉工業高校、京都産業大学で活躍。
1999年、日立大阪に入社。しかしチームが合併により解散したため地元のクラブチーム「Teksa・B」に所属。2004年には国体に出場。
2005年、bjリーグに参加する仙台89ERSにドラフト外で入団。プレイオフ出場に貢献した。
2006年、埼玉ブロンコスに移籍。
2008年引退。
同年、母校である京都産業大学のコーチに就任した。

## 経歴
- 東住吉工高 - 京都産業大 - 日立大阪（1999年〜2000年） - Teksa・B（2000年〜2005年） - 仙台89ERS（2005年〜2006年） - 埼玉ブロンコス（2006年〜2008年）－THREE　HORSES(2008年～)